# Dự trữ vàng

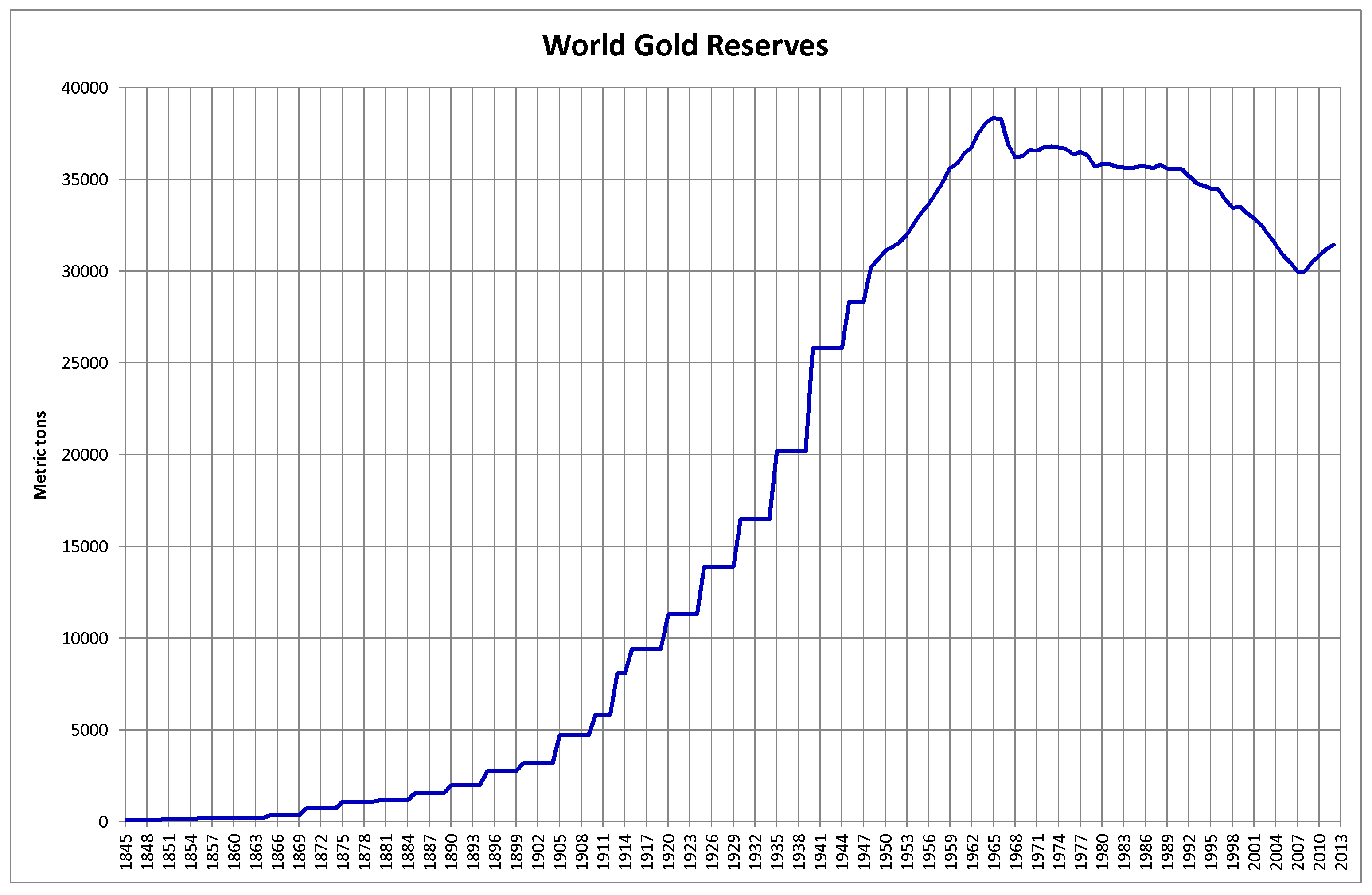
Dự trữ vàng thế giới từ 1845 tới 2013, tính theo tấn.

Dự trữ vàng là thuật ngữ kinh tế chỉ lượng vàng do một ngân hàng trung ương hay một quốc gia nắm giữ với ý định tích lũy giá trị và một đảm bảo cho các trái chủ (những người sở hữu tiền giấy, trái phiếu chính phủ...) hay một phương tiện thanh toán, hay để đảm bảo giá trị của một đồng tiền. Cuối năm 2004, các ngân hàng trung ương và quỹ đầu tư nắm giữ 19% tổng số lượng vàng tồn tại trên hành tinh ở hình thức tài sản dự trữ. Ước tính toàn bộ lượng vàng đã được đào lên vào cuối năm 2011 là 171.300 tấn. Với giá 1.500 USD một ounce, vào ngày 12 tháng 4 năm 2013, một tấn vàng có giá khoảng 48,2 triệu USD. Tổng giá trị vàng đã được khai thác do đó vượt qua mức 8,2 nghìn tỉ USD.